# Línea Astram
Línea 1 de Hiroshima New Transit (広島新交通1号線 Hiroshima Shin Kōtsū 1-gō-sen), también como conocido la Línea Astram (アストラムライン Asutoramurain), es una línea de metro que sirve la ciudad de Hiroshima, Japón. La línea fue inaugurada en 20 de agosto de 1994 con 21 estaciones, entre las estaciones Koiki-koen-mae (cerca del Estadio del Gran Arco de Hiroshima, que fue el lugar principal de los Juegos Asiáticos de 1994) y Hondori (en el centro de Hiroshima). En el 14 de marzo de 2015, la estación de Shin-Hakushima fue abierta para proporcionar un punto de transferencia entre la línea Astram y la línea Sanyo de JR West.

## Estaciones
| Estación            | Estación   | Longitud (km) | Transferencias                     | Ubicación (en Hiroshima) |
| ------------------- | ---------- | ------------- | ---------------------------------- | ------------------------ |
| Hondōri             | 本通       | 0,0           | Hiroden: Línea Ujina               | Naka-ku                  |
| Kencho-mae          | 県庁前     | 0,3           | Hiroden: Línea Hiroden Línea Ujina | Naka-ku                  |
| Jōhoku              | 城北       | 1,4           |                                    | Naka-ku                  |
| Shin-Hakushima      | 新白島     | 1,7           | JR West: Línea Sanyo Línea Kabe    | Naka-ku                  |
| Hakushima           | 白島       | 2,1           |                                    | Naka-ku                  |
| Ushita              | 牛田       | 2,9           |                                    | Higashi-ku               |
| Fudōin-mae          | 不動院前   | 4,0           |                                    | Higashi-ku               |
| Gion-shinbashi-kita | 祇園新橋北 | 5,0           |                                    | Asaminami-ku             |
| Nishihara           | 西原       | 6,0           |                                    | Asaminami-ku             |
| Nakasuji            | 中筋       | 7,0           |                                    | Asaminami-ku             |
| Furuichi            | 古市       | 7,8           |                                    | Asaminami-ku             |
| Ōmachi              | 大町       | 8,4           | JR West: Línea Kabe                | Asaminami-ku             |
| Bishamondai         | 毘沙門台   | 9,6           |                                    | Asaminami-ku             |
| Yasuhigashi         | 安東       | 10,6          |                                    | Asaminami-ku             |
| Kamiyasu            | 上安       | 11.4          |                                    | Asaminami-ku             |
| Takatori            | 高取       | 12,0          |                                    | Asaminami-ku             |
| Chōrakuji           | 長楽寺     | 12,7          |                                    | Asaminami-ku             |
| Tomo                | 伴         | 13,9          |                                    | Asaminami-ku             |
| Ōbara               | 大原       | 14,9          |                                    | Asaminami-ku             |
| Tomo-chūō           | 伴中央     | 16,0          |                                    | Asaminami-ku             |
| Ōzuka               | 大塚       | 17,6          |                                    | Asaminami-ku             |
| Kōiki-kōen-mae      | 広域公園前 | 18,4          |                                    | Asaminami-ku             |